# Cenote Sagrado

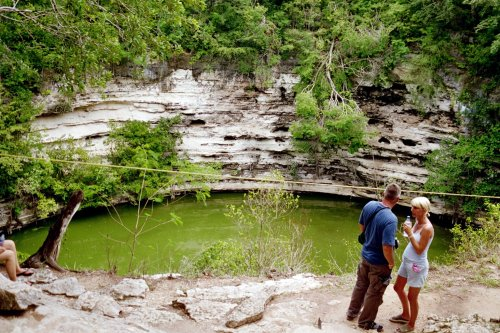

O Cenote Sagrado é um enorme poço natural localizado no sítio arqueológico de Chichén Itzá, no estado de Yucatán no México, onde as vítimas de sacrifícios humanos realizados pelos Maias eram atiradas. Atualmente, este local está fechado há 40 anos, mas os arqueólogos esperam desde 2008 permissão do governo mexicano para explorá-lo novamente.

## Descrição e história
O noroeste da península de Yucatán é uma planície de rocha calcária sem rios ou lagos naturais. A região é permeada de dolinas naturais, conhecidas como cenotes, que expõe o lençol freático à superfície. Um dos maiores cenotes é o Cenote Sagrado, com 60 metros de diâmetro e cercado de penhascos verticais de 27 metros de altura.
De acordo com fontes etnohistóricas, o local era um ponto de peregrinação para os antigos Maias, que ali atiravam sacrifícios humanos e oferendas materiais.